# Литвинов, Семён Александрович
Семён Александрович Литвинов (14 апреля 1929, Москва — 13 ноября 1993, Москва) — советский и российский звукорежиссёр. Член Союза кинематографистов СССР.

## Биография
Родился 14 апреля 1929 года в Киеве. В 1952 году окончил Киевский институт киноинженеров. С 1953 года в течение 40 лет — звукорежиссёр на «Мосфильме».
Сотрудничал с Андреем Тарковским, Александром Миттой, Георгием Данелия. Также работал с Эльдаром Рязановым, с которым после ухода во время съёмок из жизни Юрия Рабиновича доделывал фильм «Небеса обетованные».
Совместно с Рабиновичем обладатель премии «Ника» за лучшую работу звукорежиссёра в 1992 году.
Умер 13 ноября 1993 года в Москве вскоре после окончания работы над фильмом «Предсказание».

## Фильмография
- 1955 — Гость с Кубани
- 1955 — Дым в лесу
- 1956 — Человек родился
- 1957 — Звёздный мальчик
- 1958 — Капитанская дочка
- 1959 — Три рассказа Чехова (новелла «Анюта»)
- 1959 — Солнце светит всем
- 1961 — Пёс Барбос и необычный кросс
- 1962 — У твоего порога
- 1963 — Это случилось в милиции
- 1964 — Жили-были старик со старухой
- 1965 — Звонят, откройте дверь
- 1966 — Чёрт с портфелем
- 1967 — Дом и хозяин
- 1972 — Солярис
- 1973 — Дела сердечные
- 1974 — Выбор цели
- 1974 — Зеркало
- 1975 — Когда наступает сентябрь
- 1976 — Псевдоним: Лукач
- 1978 — 31 июня
- 1979 — Молодость, вып. 2 (новелла «Зелёная куколка»)
- 1979 — Телохранитель
- 1980 — Комедия давно минувших дней
- 1981 — Через Гоби и Хинган
- 1982 — Слёзы капали
- 1983 — Клетка для канареек
- 1984 — Жестокий романс
- 1986 — Секунда на подвиг
- 1987 — Забытая мелодия для флейты
- 1987 — Клиника (фильм «Консультант по эпохе»)
- 1988 — Дорогая Елена Сергеевна
- 1989 — Леди Макбет Мценского уезда
- 1989 — Шакалы
- 1990 — Мордашка
- 1990 — Сукины дети
- 1991 — Небеса обетованные
- 1993 — Предсказание